# Govindpalli, Devadurga
Govindpalli là một làng thuộc tehsil Devadurga, huyện Raichur, bang Karnataka, Ấn Độ.